# Гора Куппер (фильм)
«Гора́ Ку́ппер» (Медная гора, англ. Copper Mountain) — музыкальная комедия, повествующая о двух друзьях, приехавших на горнолыжный курорт в штате Колорадо. Премьера состоялась в 1983 году. Фильм стал дебютным для актёра Алана Тика и режиссёра-писателя Дамиана Ли. Картина представляет собой сначала музыкальные выступления певцов (таких как Рита Кулидж), а затем рекламный ролик ранее открытой курортной деревни Club Med на горе Куппер-Маунтин (штат Колорадо). В 2006 году фильм вышел на DVD в Германии.

## В ролях
- Джим Керри — Бобби Тодд
- Алан Тик — Тимоти
- Ричард Готье — Сонни Сильвертон
- Зигги Лоренс — Мишель
- Рон Хеврон — Йоги
- Джэн Леплак — мэр
- Рэнди Брукс — Девушка #1
- Тоня Винсент — Девушка #2
- Бита Джаретта — Девушка из бара
- Брюс Карр — Race Official
- Пол Лоди — Race Starter
- Жан-Клод Килли — камео
- Дамиан Ли — вертолётчик
- Эдвин Хелснес — камео
- Барри Стоун — репортёр #1
- Рита Кулидж — камео
- Ромпин Ронни Хопкинс — камео
- Стив Секстон — камео